# Bastard Operator from Hell
BOFH son las iniciales del término en inglés de Bastard Operator From Hell, literalmente "Operador Bastardo del Infierno", aunque podría traducirse como Infame Administrador del Demonio. Este es un personaje ficticio creado por Simon Travaglia, quien escribió varias historias por Internet acerca de un administrador de red de una universidad. 
Un BOFH se caracteriza por llevar toda su ira sobre los lusers (él los considera una mezcla de user, usuario en inglés, con loser, pringado, perdedor) que lo llaman en busca de ayuda, les hace la vida imposible y se divierte a costa de sus desgracias.
El término de BOFH se ha extendido a cualquier administrador de sistemas que se desenvuelve con esta misma malicia en su entorno de trabajo. 
Un informático puede convertirse en BOFH por 3 motivos principalmente: 
- Porque está rodeado de lusers que no son capaces de caminar y masticar chicle al mismo tiempo. Es inevitable.
- Porque le han hecho la vida tan imposible en el pasado que termina convirtiéndose en un BOFH que clama venganza.
- Porque simplemente es malvado y se aprovecha de su situación de poder para resarcirse.

En las historias de los BOFH también podemos verlos descritos como Bastard System Manager From Hell (BSMFH) (Maldito administrador de sistemas del Infierno), sin embargo este término no ha llegado a cuajar entre los internautas. 

## Orígenes y publicaciones
Las historias de los BOFH fueron originalmente escritas en Usenet por Travaglia, algunos de ellos impresos en Datamation. Lo publicaron semanalmente del 1995 al 1999 en Network Week y desde el 2000 se publica casi semanalmente en The Register. Se publicaron en la revista PC Plus durante una corta temporada y se vendieron varios libros con sus historias.
En las historias, el PFY (Pimply-Faced Youth) es el asistente del BOFH; este término se refiere generalmente al administrador de sistemas novato/aprendiz. El nombre del PFY no se especifica nunca directamente.

### Los libros del BOFH
- The Bastard Operator From Hell (Plan Nine, ISBN 1-929462-17-4)
- Bastard Operator From Hell II: Son of the Bastard (Plan Nine, ISBN 1-929462-40-9)
- Bride of the Bastard Operator From Hell (Plan Nine, ISBN 1-929462-48-4)
- Dummy Mode Is Forever (Plan Nine, ISBN 1-929462-63-8)
- Dial "B" For Bastard (Plan Nine, ISBN 1-929462-94-8)

La mayoría de los títulos de los libros del BOFH contienen un alusión al título de una película. Por ejemplo, el título de Bride of the Bastard Operator From Hell es un alusión a la película de miedo Bride of Frankenstein, Dial "B" For Bastard es un alusión a la película Crimen perfecto (el título original de Crimen perfecto es Dial "M" for Murder) y el título del libro Dummy Mode Is Forever (literalmente, Dummy mode para la eternidad) es un alusión a la película James Bond Diamantes para la eternidad (el título original de Diamantes para la eternidad es Diamonds Are Forever).

## La caracterización
Cada vez que un BOFH es irritado por las múltiples incompetencias de sus usuarios, él se aprovecha de su buen comando de administrador de sistemas para:
- Eliminar las cuentas de los usuarios.
- Eliminar los archivos de los usuarios.
- Averiguar cuentas de banco para dejarlas vacías.
- Averiguar cuentas de teléfono y electricidad para aumentar los gastos.
- Tomar el control de las computadoras de sus usuarios.

## Los personajes en las historias del BOFH
Estos personajes aparecen regularmente en las historias del BOFH:
- El BOFH (su nombre real es Simon).
- El "PFY" (El "Pimply-Faced Youth", el ayudante del BOFH, 1996), el nombre real es Steven.
- The Boss ("El patrón"; cambia a través de las historias, a medida que van siendo echados, renuncian, o tienen "accidentes" repugnantes).
- Personajes de la Contabilidad (desechable, intercambiable, no identificable)
- El CEO.
- El líder del TIC.
- "Helldesk Operators" (desechable, intercambiable, no identificable).
- La Secretaria del Patrón, Sharon.
- Seguridad (graban Emmerdale en CCTV videos, ineficaz con computadoras).
- George, el tintorero (invalorable fuente de información).
- Sam, el empleado de limpieza (la cabeza de turco o testaferro).